# Abe Reles

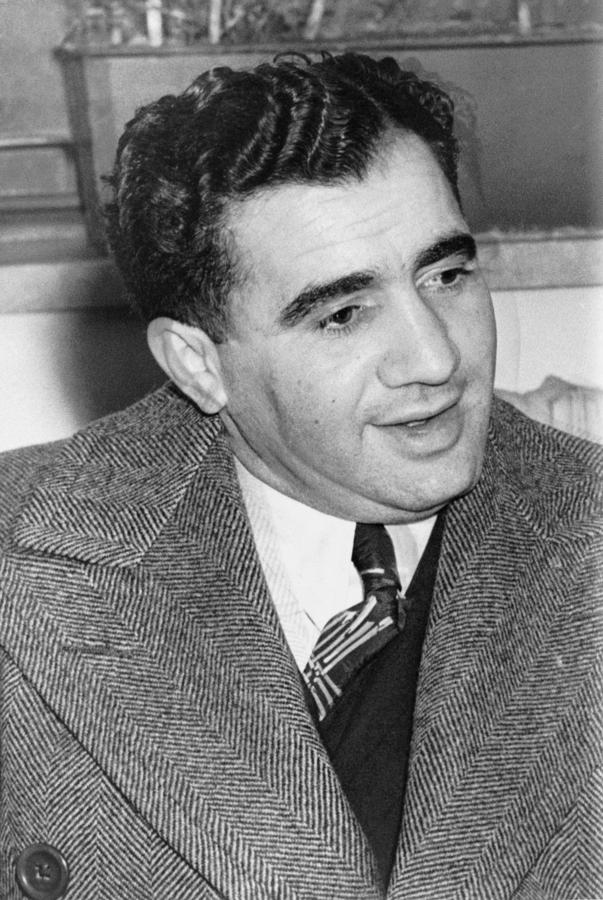
Abe Reles

Abe „Kid Twist“ Reles (* 1906 in New York als Abraham Reles; † 12. November 1941 in New York) war ein jüdisch-amerikanischer Mobster und berüchtigter Auftragsmörder der Murder, Inc. und wird heute der Kosher Nostra zugerechnet.
Bekanntheit erlangte er als Informant und Pentito, auf dessen Aussage hin mehrere Mitglieder seiner Organisation, der Murder, Inc., unter ihnen auch der Chef der Bande Louis Buchalter, verurteilt und dann auf dem elektrischen Stuhl hingerichtet wurden. Den Spitznamen „Kid Twist“ erhielt Reles wahrscheinlich in Erinnerung an Max Zwerbach, einen gefürchteten Bandenführer und Mörder der Eastman Gang, welcher um 1900 in New York lebte.

## Leben
Abraham Reles wurde als Sohn jüdischer Einwanderer aus Österreich im Brooklyner Stadtteil Brownsville geboren. Er wuchs in Armut auf und wandte sich bereits in früher Jugend dem Verbrechen zu.
Während der Alkoholprohibitionszeit schloss sich Reles zusammen mit seinem Freund Martin Goldstein einer von den drei Shapiro-Brüdern geführten Bande an, die einen Teil von Brooklyn kontrollierte. Aufgabe der beiden war es zunächst, kleinere Verbrechen für die Bande auszuführen. Anlässlich einer solchen Tat wurden Reles und Goldstein verhaftet und zu einer zweijährigen Freiheitsstrafe verurteilt, die sie in einem New Yorker Jugendgefängnis absaßen. Da sich die Shapiro-Brüder nach Auffassung der beiden nicht ausreichend für ihre verhafteten Kumpane eingesetzt hatten, sannen sie von nun an auf Rache.
Nach Verbüßung der Haftstrafe stiegen Reles und Goldstein zusammen mit George Defeo in das Geschäft mit Glücksspielautomaten ein und machten damit den Shapiro-Brüdern in Brooklyn Konkurrenz. Dabei konnten sie die Verbindung Defeos zu Meyer Lansky nutzen, einem einflussreichen Mobster, der ihnen Unterstützung zusagte. Lansky selbst versprach sich von dem Handel eine Ausweitung seines Machtbereichs auf die ärmeren Gegenden von Brooklyn, die bislang noch außerhalb seiner Reichweite lagen. Die Vereinbarung mit Lansky verschaffte Reles und seinen Partnern die Sicherheit, die sie benötigten, um ihr Geschäft anzukurbeln und dies zu überleben. Lansky erhielt im Gegenzug den erhofften Zugriff auf die Brooklyner Stadtviertel Brownsville und Ocean Hill.

### Murder, Inc.
Zwischenzeitlich hatte sich Reles einen Ruf als kaltblütiger und psychopathisch veranlagter Mörder erworben. So soll er am helllichten Tag den Angestellten einer Autowäscherei getötet haben, weil dieser einen Fleck am Kotflügel von Reles' Auto nicht zu dessen Zufriedenheit entfernt hatte. Einen anderen Mann soll Reles ermordet haben, weil dieser Reles' Auto nicht schnell genug von einem Parkplatz vorgefahren hatte.
Mit dieser Reputation wurde er zusammen mit Goldstein Mitglied einer später von der Presse als Murder, Inc. bezeichneten Gruppe von Auftragsmördern, die dem National Crime Syndicate dazu dienen sollte, Probleme durch Mord zu lösen. Die Gruppe bestand hauptsächlich aus Italienern der US-amerikanischen La Cosa Nostra und Personen, die heute der Kosher Nostra zugerechnet werden. Während der zehn Jahre, die Murder, Inc. bestand, sollen die Auftragsmörder zwischen 400 und 700 Menschen getötet haben. Kontrolliert wurde die Mördertruppe von Louis Buchalter und Albert Anastasia, der den direkten Kontakt zu den Familien der Cosa Nostra hielt.
Trotz seiner geringen Körpergröße war der langarmige Reles einer der ruchlosesten und gewalttätigsten Mörder der Gruppe. Bei der Ausführung von bestellten Morden bediente er sich am liebsten eines Eispickels, den er seinen Opfern durch das Ohr ins Gehirn trieb. Dabei ging er so geschickt vor, dass man in vielen Fällen von einem natürlichen Tod durch eine Gehirnblutung ausging.

### Die Ermordung der Shapiro-Brüder
Mittlerweile prosperierte das Geschäft mit den Glücksspielautomaten, und ein Konflikt mit den Shapiro-Brüdern ließ sich nicht mehr vermeiden. Eines Nachts wurde Reles gemeinsam mit Goldstein und Defeo von den Shapiro-Brüdern zu deren Hauptquartier im Osten von New York City gelockt und dort in ein Feuergefecht verwickelt, bei dem Reles und Goldstein verletzt wurden. Um seine Verachtung zu bekunden, bemächtigte sich Meyer Shapiro zudem Reles' Freundin und vergewaltigte diese auf einem Acker.
Da die Auseinandersetzung mit den Shapiro-Brüdern nicht ohne weiteres gewonnen werden konnte, war Hilfe nötig. Louis Capone vermittelte Kontakt zu der benachbarten italo-amerikanischen Bande der Ocean Hill Hooligans. Tatsächlich konnte er Frank Abbandando und Harry Maione für diese Sache gewinnen; beide versprachen sich von der Beseitigung der Shapiro-Brüder im Gegenzug einen Anteil an dem lukrativen Geschäft mit den Glücksspielautomaten. Nach mehreren Versuchen, sich gegenseitig zu ermorden, gelang es Reles und seinen Komplizen schließlich, Irving Shapiro zu überfallen. Reles zerrte ihn aus dem Flur seines Hauses auf die Straße, schlug ihn dort brutal zusammen und schoss ihm zuletzt mehrmals ins Gesicht.
Zwei Monate später ermordete Reles Meyer Shapiro auf offener Straße, gleichfalls mit einem Schuss ins Gesicht. William Shapiro, der letzte der Shapiro-Brüder, wurde schließlich drei Jahre später von der Straße in ein Versteck der Murder, Inc. entführt. Dort wurde er bewusstlos geschlagen und in einen Sack gesteckt. Der Sack wurde dann im Brooklyner Stadtviertel Canarsie vergraben. Gerade als sie den Sack vergraben hatten, wurden die Täter überrascht und flüchteten überstürzt. Der Körper des bei der Aktion verstorbenen William Shapiro wurde danach von den Behörden ausgegraben, und bei der durchgeführten Autopsie wurde festgestellt, dass er lebendig begraben worden war.

### Informant der Justiz
Im Januar 1940 saß der Kleinganove Harry „Harry the Mock“ Rudolph schon einige Jahre im Gefängnis. Allerdings hatte er den Mord an seinem damals 19-jährigen Freund Alex „Red“ Alpert nicht vergessen. Nachwuchsgangster Alpert war am 25. November 1933 in Brownsville von hinten niedergeschossen worden, weil er seine Beute aus ungeschliffenen Diamanten nicht für nur 700 US-Dollar an Strauss und Reles verkaufen wollte. Rudolph – der nach Rikers Island ins dortige Gefängnis „The Rock“ verlegt wurde – entschloss sich nun, mit dem Staatsanwalt des Distrikts Burton B. Turkus zusammenzuarbeiten. Dadurch wurde eine Kettenreaktion in Gang gesetzt, obwohl die Aussagen Rudolphs, der im Juni 1940 im Gefängnis eines natürlichen Todes starb, nie verwendet wurden.
Turkus verhaftete auf Grund der Aussagen von Rudolph und auf Weisung William O’Dwyers, des Staatsanwalts von Kings County, Abe Reles, Martin Goldstein und Dukey Maffetore. Als nächster entschloss sich Maffetore auszusagen, da er nicht in den Mord an Alpert verwickelt war. Auch Reles erkannte, dass er einerseits zum Tode verurteilt werden könnte, andererseits sein Boss Louis Buchalter nicht das Risiko eingehen würde, Zeugen am Leben zu lassen. Er entschloss sich deshalb zu kooperieren und enthüllte die Verwicklung von Louis Buchalter in die Ermordung des Süßwarenhändlers Joseph Rosen. Reles und seine ebenfalls verhafteten und zu Informanten gewordenen Komplizen Albert Tannenbaum, Seymour Magoon, Sholem Bernstein und Abraham „Pretty“ Levine bezichtigten des Mordes des Weiteren Bugsy Siegel, Frankie Carbo, Vito Gurino, James Ferraco, Harry „Pittsburgh Phil“ Strauss, Philip Cohen, Mendy Weiss, Charles Workman, Irving Nitzberg, Jacob Midgen, Gioacchino Parisi, Jacob Drucker, Louis Capone, Harry „Happy“ Maione, Frank „Dasher“ Abbandando und sogar Jugendfreund Martin Goldstein.

„Pep hat einen Eispickel. Happer hat ein Fleischerbeil. Von der Art, mit dem man hackt, wissen Sie, ein Metzger-Fleischerbeil. Abby packt (den bewusstlosen) Rudnick an den Füßen und zerrt ihn zum Auto hinüber. Pep und Happy packen ihn am Kopf. Sie stecken ihn ins Auto. Einer sagt, ‚Es passt nicht‘. Gerade als sie den Körper hineinpressen, gibt dieser ein leichtes Stöhnen oder so was von sich. Sofort fängt Pep damit an, mit dem Eispickel auf Whitey einzustechen. Maione sagt, ‚Lass mich dem Bastard einen verpassen!‘, und er schlägt ihm mit dem Fleischerbeil irgendwo auf den Kopf.“

Aufgrund der Aussagen Reles' und anderer Informanten wurden Buchalter und einige Angehörige der Murder, Inc. zum Tode verurteilt und in Sing Sing auf dem elektrischen Stuhl hingerichtet. Buchalter ist der einzige hochrangige Angehörige des organisierten Verbrechens, der bisher in den Vereinigten Staaten hingerichtet wurde.
Nach den Prozessen gegen die oben genannten Personen plante O’Dwyer, der sich um das Amt des Bürgermeisters von New York bewerben wollte, einen weiteren Prozess gegen Albert Anastasia, der die Auftragsmörder von Murder, Inc. zusammen mit Buchalter kontrolliert hatte. Meyer Lansky soll deshalb ein Kopfgeld von 100.000 US-Dollar auf Reles ausgesetzt haben, um seine Aussage vor Gericht zu verhindern. Sämtliches belastende Material, das O’Dwyer gegen Anastasia gesammelt hatte, beruhte auf den Aussagen von Reles.

### Unfalltod oder Mord
Reles zählte zum Zeitpunkt seines Todes zu den entscheidenden Belastungszeugen der Staatsanwaltschaft in einer Reihe von Mordfällen. In einem bevorstehenden Prozess sollte er gegen Louis Buchalter, in einem anderen gegen Benjamin Siegel und Frankie Carbo und in einem dritten gegen Albert Anastasia aussagen.
Am Vorabend der für den 12. November 1941 angesetzten Verhandlung gegen Anastasia wurde der von sechs Polizisten streng bewachte Reles in einem Zimmer im sechsten Stock des Half Moon Hotels auf Coney Island untergebracht. In den frühen Morgenstunden des Verhandlungstages stürzte Reles auf mysteriöse Weise aus dem Fenster seines Hotelzimmers in den Tod. Es ist bis heute unklar, ob er aus dem Fenster gestoßen wurde oder bei einem Fluchtversuch ums Leben kam. Der Sturzwinkel deutet indes darauf hin, dass Reles aus dem Fenster gestoßen wurde. Neben der Leiche lagen zwar zusammengeknotete Betttücher, was den Anschein einer Flucht erweckte, jedoch hatte Reles keinen Grund zu flüchten. Des Weiteren spricht die Tatsache, dass bei Reles der Hosenlatz noch geöffnet war, gegen einen Fluchtversuch. Offiziell gingen die Behörden von einem Unfalltod aus.
Es wird heute angenommen, dass Anastasia und Frank Costello einige Polizisten bestochen hatten, um sicherzustellen, dass Reles niemals gegen Anastasia aussagen würde. Tatsächlich konnte Anastasia nach dem Tode Reles' nichts mehr nachgewiesen werden.
Wegen seines Informantendienstes, der daraus resultierenden Missachtung als Singvogel im kriminellen Milieu und der mysteriösen Umstände seines Todes erhielt Reles mediale Aufmerksamkeit. So wurde Reles von einer Zeitung betitelt als „der Kanarienvogel, der zwar singen, aber nicht fliegen konnte“.
Abe Reles ist auf dem Friedhof Old Mount Carmel in Glendale in Queens beerdigt.

## Film und Filmzitate
Im Spielfilm Unterwelt („Murder, Inc.“) aus dem Jahre 1960 wird Abe Reles von Peter Falk gespielt, dem seine Darstellung eine Oscarnominierung einbrachte. Im gleichen Jahr tritt Peter Falk in gleicher Rolle in einer Folge mit dem Namen Kid Twist in der US-amerikanischen Fernsehserie The Witness auf. 1975 war er als Figur auch in Der Gangsterboss von New York zu sehen.